# Coelioxys raffrayi
Coelioxys raffrayi är en biart som beskrevs av Dusmet y Alonso 1912. Coelioxys raffrayi ingår i släktet kägelbin, och familjen buksamlarbin. Inga underarter finns listade i Catalogue of Life.